# 暗黑前线 (VOY)
（Dark Frontier）是科幻电视剧《星际旅行：航海家号》的加长剧集，是该系列的第五季第十五、六集。在电视网首播时播出兩個小时，但在后来重播时被一分为二。该集是本系列电视剧中除首尾两集以外仅有的三部兩小時加長版之一。该剧于1999年被授予艾美奖系列节目最佳视觉特效奖。

## 剧情

### 第一部分
一个博格探测船发现了航海家号，并随即决定同化。在警告博格船无效后，航海家号与之交火并损坏了博格船的护盾，同时将一枚已经设定定时爆炸的光子鱼雷传送到博格船内并引爆，从而炸毁了博格探测船。在打捞、清理、回收博格残骸时，舰长凯瑟琳·珍妮薇萌生了“同化”博格人的想法，并决定付诸行动。利用九之七从博格探测舰上找到的数据，航海家号发现了一艘由于离子风暴严重受损的博格球体，距离航海家号只有三天的路程，经过讨论分工，舰长制定了抢劫博格球体的超曲速线圈的“诺克斯堡”行动。
随后，珍妮薇舰长指派九之七去研究已经在航海家号数据库沉睡了一年的渡鸦号（Raven）日志，其中包括了九之七的父母，汉森夫妇——最早研究博格人的人类外太空生物学家，跟踪博格人三年的研究成果。以期望帮助航海家号完成这次抢劫任务。起先因为父母被同化而不愿意阅读日志的九之七，也在船长和尼利克斯的鼓励下，阿七才下定决心开始阅读父母的日志：
星历32611.4，汉森夫妇终于获得联邦外太空生物委员会的批准，带上年仅四岁的女儿安妮卡，驾驶渡鸦号远离地球前往寻找博格人；星历32623.5，经过八个月破釜沉舟的寻找之后，渡鸦号终于遭遇了第一艘博格船——一艘博格方块。
此时航海家号已经抵达博格球体附近。全船人员轮班工作加紧训练以求万无一失。尽管如此，在几次全息模拟中任务依然由于时间不足以失败告终。九之七提到父母能够在博格船中数小时不被发现，随即展开对这项技术的研究。而就在阿七正在货仓阅读父母日志时，博格女王通过链入她的神经收发器与之取得联系。博格女皇告知阿七她已经知道了航海家号的计划，并以任务失败来胁迫阿七重新加入博格集合体。很快，医生在阿七的协助下，根据汉森夫妇的日志复制出了“生物抑制器”。
然而就在“诺克斯堡”行动即将展开时，阿七却因为近期精神状态不佳，被舰长当面要求留在舰桥。为了避免航海家号被博格人同化，九之七坚持加入外遣队，并说道“航海家号是我的集合体”（Voyager is my collective now.）。尽管感觉到阿七语出有因，珍妮薇依然批准了阿七的请求。
“诺克斯堡”行动随即开始，航海家号以一艘穿梭机为诱饵，诱使博格人降下护盾，并利用此契机将船员传送至球体内部，在解除一个超曲速线圈的安全防护后，航海家号获得了超曲速线圈。但就在船员返回集合点时，九之七听到了博格女皇的召唤，离开了大家，并以同化对方威胁企图营救她的船长。在其他船员返回航海家号后，博格球体随即利用余下的超曲速线圈飞向了博格人的大本营，第一联合矩阵，并将阿七带给了博格女王。

### 第二部分
博格女王召见了九之七，而不是直接将她同化。九之七通过交谈，才知道博格女王的目的，是想通过自己的独特来使自己更完美。与此同时，航海家号上，轮机长贝拉娜·朵芮丝则通过参考九之七的私人日志，成功启用了超曲速线圈。尽管大多数船员认为九之七背叛了他们，珍妮薇船长和小船员娜奥米·怀德曼（Naomi Wildman）依然没有放弃。

## 评价
- IMDb评分8.2；
- 被授予艾美奖系列节目最佳视觉特效奖[2][3]